# Brigata fanteria "Avellino"
La Brigata "Avellino" è stata una Grande Unità del Regio Esercito e dopo la seconda guerra mondiale dell'Esercito Italiano a livello sia di Divisione sia di brigata.

## Storia
La Brigata "Avellino" è stata costituita a Camposampiero nel corso della prima guerra mondiale dai depositi del 60º Reggimento fanteria, 63º reggimento fanteria e dell'82º reggimento fanteria che fornirono ciascuno un battaglione per dare vita al 231º Reggimento fanteria e dai depositi del 10º Reggimento fanteria, del 75º Reggimento fanteria e dell'86º Reggimento fanteria che fornirono ciascuno un battaglione per dare vita al 232º Reggimento fanteria; questi due reggimenti diedero vita alla Brigata Avellino, costituita in prevalenza da siciliani, il cui comando venne affidato al colonnello Antonino Cascino.
La brigata venne subito impiegata in prima linea contro gli austriaci nella sesta battaglia dell'Isonzo, culminata nella presa di Gorizia, con il generale Cascino, primo generale italiano a entrare a Gorizia. Subito dopo la brigata venne impiegata contro gli austriaci sul Monte San Marco, a Plava e sul Vodice, dove sotto la guida di Cascino dimostrò valore e tenacia. Dopo la battaglia del Vodice, per la quale Cascino fu insignito della medaglia d'argento al valor militare, Cascino fu promosso tenente generale, a capo dell'8ª Divisione, formata dalle brigate "Avellino" e "Forlì", lasciando il comando della brigata al colonnello brigadiere Ignazio Sardi.
Nel corso del proseguimento del conflitto al comando della brigata si sono alternati i colonnelli brigadiere Ugo Boccalandro, ferito e decorato con l'Ordine Militare di Savoia, e Giuseppe Boriani.
Per il valore dimostrato nel coro del conflitto ile bandiere di guerra del 231º e 232º Reggimento vennero insignite dell'Ordine Militare di Savoia e della medaglia d'oro al valor militare.
In base alla legge 11 marzo 1926 sull'ordinamento del Regio Esercito, il 15 ottobre assunse la denominazione di XI Brigata di fanteria.
Nel 1934, per trasformazione della 11ª Divisione Militare Territoriale di Bolzano che inquadrava l'XI Brigata di fanteria venne costituita la 11ª Divisione fanteria "Brennero", nella quale erano inquadrati il 231º e il 232º Reggimento fanteria "Avellino" e il 18º Reggimento fanteria "Acqui" e il 9º Reggimento artiglieria da campagna.
Nel 1939 con l'ordinamento Pariani, che istituiva le divisioni "binarie", venne sciolto il livello brigata e la Divisione di fanteria Brennero (11ª) articolata su 231º e 232º Reggimento fanteria "Avellino" e 9º Reggimento artiglieria per divisione di fanteria.
All'ingresso dell'Italia nel secondo conflitto mondiale nel giugno del 1940 la 11ª Divisione fanteria "Brennero" venne impiegata sul fronte occidentale dislocata nella zona del Moncenisio.
Dopo la capitolazione della Francia siglata con l'armistizio di Villa Incisa la Divisione dopo il rientro in Patria venne destinata nel dicembre 1940 al fronte greco-albanese rimanendo dislocata nel 1941 in Albania e nel corso del 1942 e del 1943 in Grecia, dove nel settembre del 1943 venne sciolta in seguito alle vicende che seguirono l'armistizio dell'8 settembre.

### Divisione fanteria "Avellino"
La grande unità venne ricostituita a Bari il 1º settembre 1949 a livello di divisione come Divisione di fanteria "Avellino", alle dipendenze del Comando Militare Territoriale di Bari, su 9º Reggimento fanteria, 75º Reggimento fanteria, 14º Reggimento artiglieria da campagna, Compagnia artieri e Compagnia collegamenti.
Nel gennaio 1950 incorporò il 231º Reggimento fanteria "Avellino" e nel marzo 1951 il 47º Reggimento artiglieria.
Il 15 aprile 1952 venne costituita a Bari la Divisione fanteria "Pinerolo" per la cui formazione la Divisione "Avellino" cedette il 9º Reggimento fanteria, il 14º Reggimento artiglieria, le compagnie genio pionieri e collegamenti unitamente al costituendo 13º Reggimento fanteria e contemporaneamente il comando Divisione "Avellino" venne trasferito nella sede di Salerno alle dipendenze del X Comando Militare Territoriale di Napoli.
A seguito di tali movimenti la Divisione "Avellino" assunse la seguente configurazione:
- 75º Reggimento fanteria (2 battaglioni)
- 231º Reggimento fanteria "Avellino" (2 battaglioni)
- 47º Reggimento artiglieria da Campagna (2 gruppi)
- 10ª Compagnia Genio Pionieri
- 10ª Compagnia Trasmissioni
- Comando Unità Servizi

Nel 1958 venne sciolto il 75º Reggimento fanteria. Il 1º maggio 1960 venne costituito il Battaglione corazzato "Avellino", articolato su una compagnia meccanizzata due compagnie corazzate, equipaggiate con carri M26 Pershing e il 15 novembre dello stesso anno venne sciolto il comando 47º Reggimento artiglieria, contratto a due gruppi autonomi.
Nel 1961 il Battaglione corazzato "Avellino" assunse la denominazione LX Battaglione corazzato, ereditando le tradizioni del LX Battaglione carri che nel corso della seconda guerra mondiale in Africa settentrionale partecipando alle prime fasi della campagna del Nordafrica.

### Brigata fanteria "Avellino"
Nel corso del 1962 con la ristrutturazione dell'Esercito Italiano la grande unità venne riconfigurata in brigata, rimanendo alle dipendenze del X Comando Militare Territoriale di Napoli, e nel 1963 venne aggiunta una Sezione Aerei Leggeri (SAL) su velivoli L-21A.

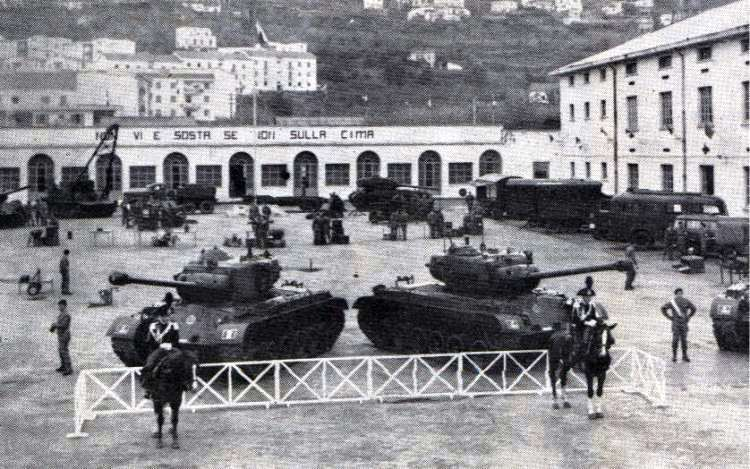
Carri M26 del battaglione corazzato "Avellino"

La configurazione organica della brigata era la seguente: 
- 231º Reggimento fanteria "Avellino"
- LX Battaglione corazzato
- Gruppo artiglieria da campagna "Avellino"
- Gruppo artiglieria controaerei leggera "Avellino" - M1 da 40/56
- Sezione Aerei Leggeri "Avellino" - L-21A
- Compagnia Genio Pionieri "Avellino"
- Compagnia Trasmissioni "Avellino"
- Comando Unità Servizi

Il 2 settembre 1965 lo SME dispose lo scioglimento della Brigata in data 1º ottobre 1965.

## Persone legate alla brigata
- Antonino Cascino (1862 - 1917), Generale di divisione, medaglia d'oro al valor militare e primo generale italiano a entrare a Gorizia